# (1776) Kuiper
(1776) Kuiper és un asteroide que forma part del cinturó d'asteroides i va ser descobert per Ingrid van Houten-Groeneveld, Cornelis Johannes van Houten i Tom Gehrels des de l'observatori Palomar, Estats Units, el 24 de setembre de 1960.
Inicialment va ser designat com 2520 P-L. Posteriorment es va nomenar en honor de l'astrònom neerlandès Gerard Kuiper (1905-1973).
Orbita a una distància mitjana del Sol de 3,104 ua, podent acostar-se fins a 3,063 ua i allunyar-se'n fins a 3,146 ua. Té una inclinació orbital de 9,492° i una excentricitat de 0,0133. Triga a completar una òrbita al voltant del Sol 1998 dies.